# Mantispa fuliginosa
Mantispa fuliginosa là một loài côn trùng trong họ Mantispidae thuộc bộ Neuroptera. Loài này được Loew in Hagen miêu tả năm 1859.